# Đạo luật Công nhận Cựu chiến binh Chiến tranh Việt Nam 2017
Đạo luật Công nhận Cựu chiến binh Chiến tranh Việt Nam năm 2017 (Pub.L. 115–15) là đạo luật quy định rằng quốc kỳ Hoa Kỳ phải được trưng bày "đặc biệt vào Ngày Cựu chiến binh Chiến tranh Việt Nam." Dự luật này được đệ trình lên Thượng viện Hoa Kỳ trong Quốc hội khóa 115. Nó được Tổng thống Donald Trump ký ban hành thành luật vào ngày 28 tháng 3 năm 2017.

## Quy định của dự luật
Đạo luật Công nhận Cựu chiến binh Chiến tranh Việt Nam năm 2017 sửa đổi tiêu đề 4 của Bộ luật Hoa Kỳ, phần 6(d) để đưa Ngày Cựu chiến binh Chiến tranh Việt Nam Quốc gia trở thành một dịp quan trọng kéo quốc kỳ lên.

## Lịch sử quy trình
Đạo luật Công nhận Cựu chiến binh Chiến tranh Việt Nam năm 2017 được đệ trình lên Thượng viện vào ngày 3 tháng 2 năm 2017. Đạo luật này được nhất trí thông qua cùng ngày mà không có bất kỳ sửa đổi nào. Dự luật đã được tiếp nhận tại Hạ viện Hoa Kỳ và được chuyển đến Ủy ban Tư pháp Hạ viện Hoa Kỳ và Tiểu ban Tư pháp về Hiến pháp và Tư pháp Dân sự Hạ viện Hoa Kỳ vào ngày 6 tháng 2 năm 2017. Dự luật này được Hạ viện thông qua vào ngày 21 tháng 3 năm 2017 trong một cuộc bỏ phiếu trực tiếp mà không có bất kỳ sửa đổi nào. Nó được Tổng thống Donald Trump ký ban hành thành luật vào ngày 28 tháng 3 năm 2017 và trở thành Luật Công số: 115-15.